# Središće
Središće je zagrebačko gradsko naselje koje se nalazi u južnom dijelu grada (istočnom dijelu Novog Zagreba), južno od rijeke Save i parka Bundek, a zapadno od Zapruđa. Poštanski broj je 10020.
U Središću se od 2009. godine nalazi značajna kulturna institucija – Muzej suvremene umjetnosti.

## Zanimljivost
Naselju je ime dodijelio književnik Gustav Krklec. Smatrao je kako bi ovaj kvart trebao biti centar, odnosno središte Novog Zagreba.